# سنجگان
سنجگان، روستایی است از توابع بخش سلفچگان شهرستان قم در استان قم ایران.
این روستا در دهستان راهجرد شرقی قرار دارد و در فاصلهٔ ۶۵ کیلومتری جنوب غربی شهر قم قرار گرفته‌است.
سنجگان دارای آب و هوای سردسیری و ییلاقی است. و این مهم‌ترین عامل کاهش جمعیت این روستا در فصل زمستان است. در فصل تابستان جمعیت روستای سنجگان تا دوبرابر و بیشتر افزایش پیدا می‌کند.
در فصول گرم سال، وجود باغ‌ها و مراتع سرسبز و همچنین دریاچهٔ سد مخزنی گردشگران زیادی را به خود جذب می‌کند. این روستا در کنار بخش خلجستان و کهک یکی از مناطق نمونهٔ گردشگری استان قم می‌باشد.

## جمعیت
براساس سرشماری مرکز آمار ایران در سال ۱۳۸۵، جمعیت سنجگان ۳۳۶ نفر (۱۱۹خانوار) بوده‌است که ۱۸۱ نفر آن‌ها مرد و ۱۵۵ نفر زن می‌باشند.
این روستا درسال‌های اخیر با کاهش جمعیت روبرو بوده‌است. در لغت‌نامه دهخدا می خوانیم:
سنجگان . دهی است از دهستان حومه ٔ بخش دستجرد شهرستان قم که  ۷۵۰تن سکنه دارد. (از فرهنگ جغرافیائی ایران ج 1).

## محوطه باستانی
محوطهٔ سنجگان مربوط به دوره اشکانیان - دوره ساسانیان است و در شمال روستای سنجگان واقع شده و این اثر در تاریخ ۹ بهمن ۱۳۸۶ با شمارهٔ ثبت ۲۰۷۱۰ به‌عنوان یکی از آثار ملی ایران به ثبت رسیده‌است. مردم روستا در گویش محلی به آن زاغهٔ گبری‌ها یا «زاغه گبری» می‌گویند.
اجرای عملیات ساختمان‌سازی (مسکن مهر روستایی) در این محوطه نگرانی‌هایی مبنی بر تخریب این اثر تاریخی رقم زده است.

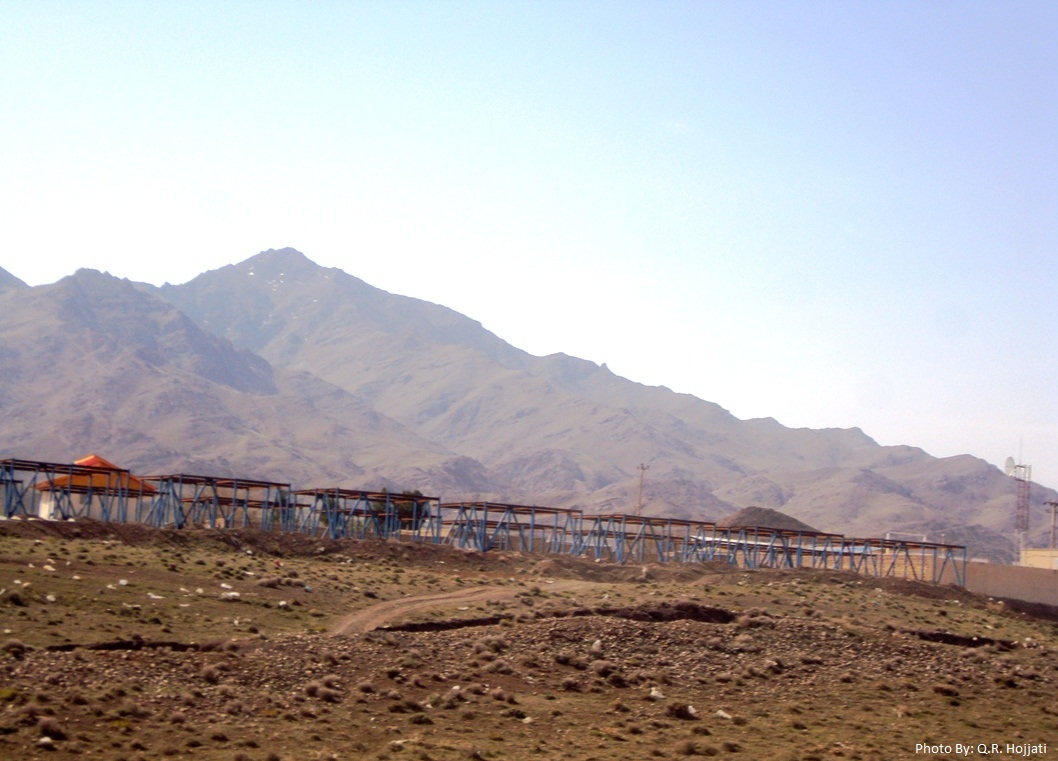
ساختمان‌سازی در محوطه تاریخی

## سد
ســد مخزنی سنجگان در حاشیه جنوب غربی روستا بر روی رودخانهٔ «سلمان» بنا شده‌است. تاریخ بنای اولیه آن به دوران ساسانیان برمی‌گردد. سد مخزنی سنجگان هم‌اکنون با ۲۵ متر ارتفاع و ۰.۵ میلیون متر مکعب حجم آب یکی از چهار سد استان قم است. سد سنجگان در سال ۱۳۵۰ ه.ش با اختصاص بودجه و کمک‌های مردمی مرمت و بازسازی شد. در سال ۱۳۶۰ نیز عملیات مرمت این سد توسط جهاد سازندگی انجام شده و بر ارتفاع آن افزوده شد. در سال ۱۳۸۰ نیز ادارهٔ آب و فاضلاب استان مرمت این سد را آغاز کرد و باز هم به ارتفاع سد افزوده شد تا به ارتفاع ۲۵ متری رسید.

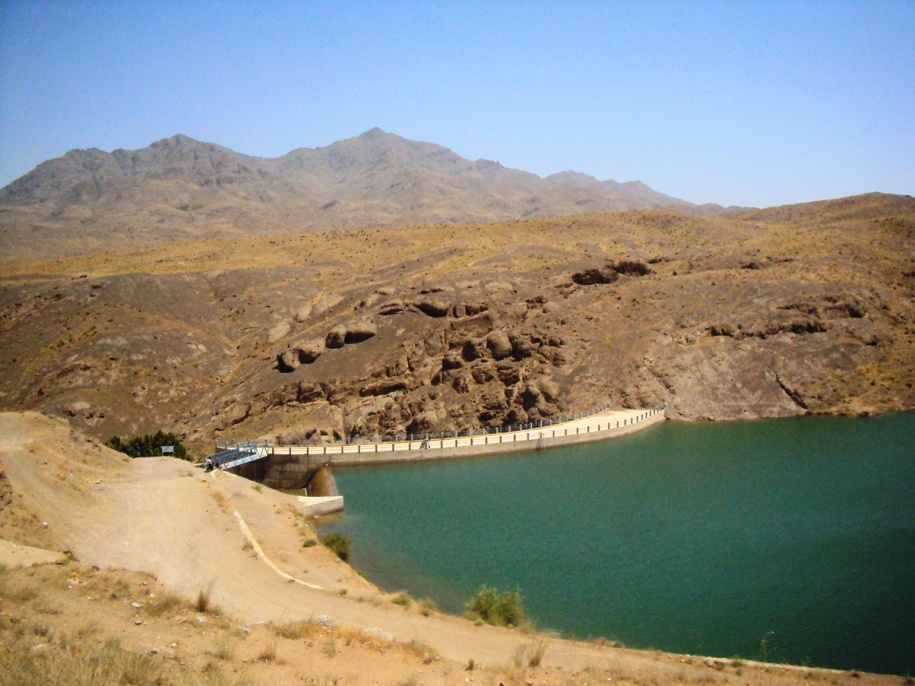
سد مخزنی سنجگان

سد مخزنی سنجگان بخش بزرگی از آب مورد نیاز کشاورزی روستا را تأمین می‌کند. در فصول پربارش روستاهای همسایه مثل یکه باغ را نیز سیراب می‌کند. دریاچهٔ این سد همچنین محل پرورش ماهی است. سد مخزنی سفره‌های آب زیرزمینی منطقه را تغذیه و از مهار سیلاب‌های احتمالی نیز جلوگیری می‌کند.
با وجود تابلوهای «شنا ممنوع» «خطر غرق شدن» که نشان دهنده خطرناک بودن شنا در این منطقه است، گردشگران همچنان در دریاچه این سد شنا می‌کنند.

## اقتصاد

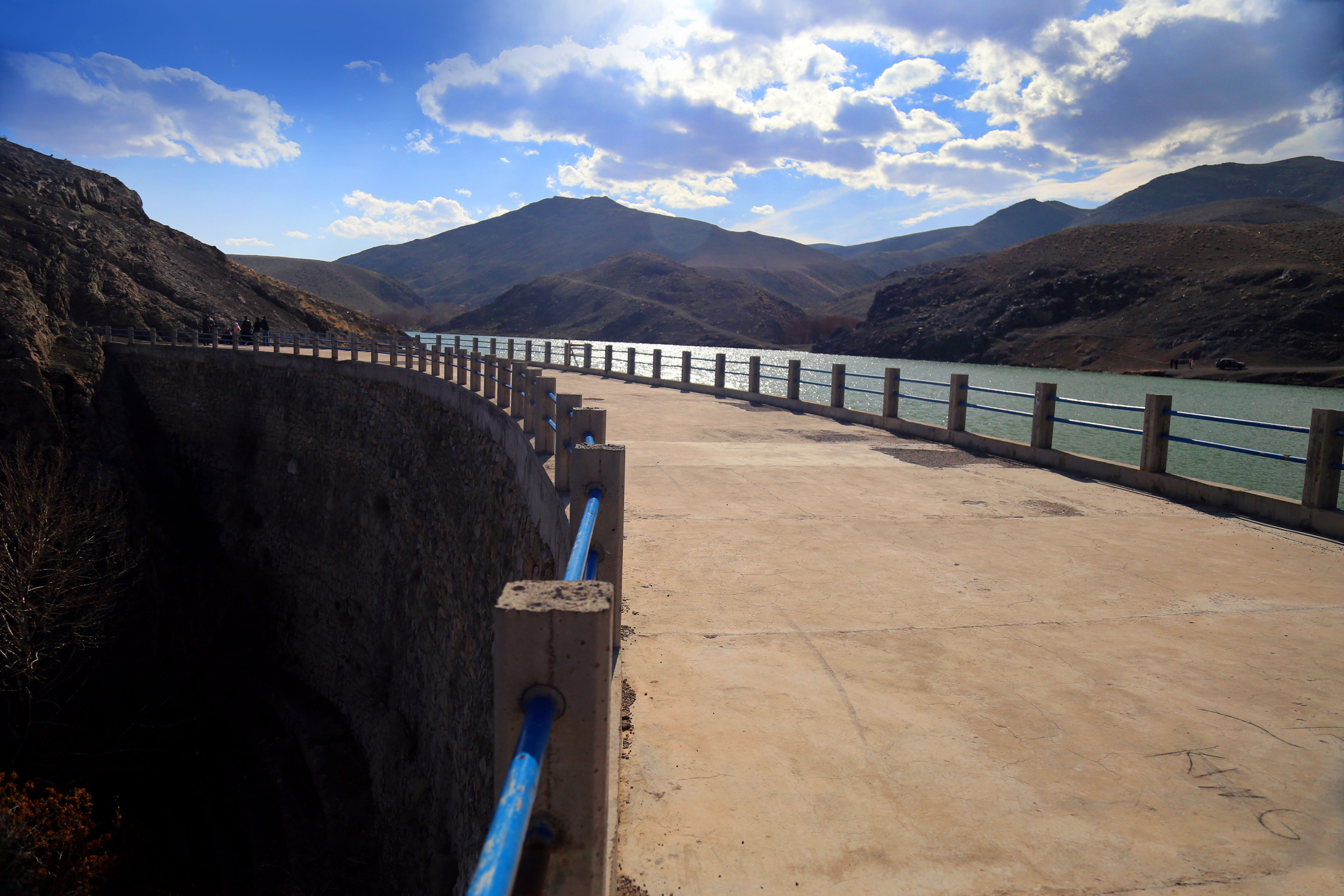
سد سنجگان - فروردین ۱۴۰۳

در روستای سنجگان عمده فعالیت‌ها در حوزهٔ کشاورزی و باغ‌داری است. انواع میوه‌های سردسیری و محصولات باغی چون سیب، هلو، زردآلو و میوه‌های مغزدار مانند گردو و فندق، و همچنین غله در این روستا کشت می‌شود. فعالیت‌های صنعتی محدود و شامل فعالیت‌های خانگی چون قالی بافی، و همچنین دامداری، پرورش ماهی و تولید آب معدنی پروشات و دیسنا می‌شود.

## فرهنگ

### نژاد و آیین
مردم روستا از اقوام ایرانی‌تبار و از قوم پارس هستند.
وجود آتشکده و محوطهٔ باستانی با نام « گبری‌ها» و مجموعه‌ای از آداب و رسوم، سنت‌ها و اعتقادات خاص در بین مردم این روستا نشان می‌دهد که آن‌ها زمانی از آیین زرتشت پیروی می‌کرده‌اند. آیین امروز مردم اسلام - شیعه دوازده امامی است.

### زبان
مردم این روستا فارسی زبان هستند و با گویش محلی خاص تکلم می‌کنند.
نمونه واژه‌های محلی که با فارسی معیار تفاوت دارند در ذیل آمده‌است. برخی از این واژه‌ها وارد زبان عامیانه و معیار فارسی هم شده‌اند و امروزه مردم مناطق مختلف ایران از واژه‌های محلی سنجگان استفاده می‌کنند:
| - هوچ پلا: آبکش - او وُشمک (O-Voshmak): آویشن - سبزی شوری: سبد - جخ: تازه (وارد فارسی معیار شده) - جمشینک: زالزالک - سگرمه در هم کردن: اخم کردن (وارد فارسی عامیانه شده) - چکی کردن: سیلی زدن (وارد فارسی عامیانه شده) - منم کردن: ادعای بیهوده کردن، خودستایی کردن - جول: دستمال - کماجدون: دیگ کوچک (وارد فارسی عامیانه شده) - قزقون: دیگ بزرگ - سلمه ساق: سیر - او (Ow): آب - پووش: ترد * پسوجک (pasojjak) : جمع کردن گردوهای ته باغ | - آمو: عمو - کوله کارد: چاقوی کوچک - تندره ستون: تنور نان پزی - شاغالخون: غروب - استل: استخر - کَریز (Kariz): کاریز یا قنات - سندرمه، رج: طناب - ول دادن: دست از سر کسی برداشتن - چسونه (Chosoone): نوعی سوسک - سینجیگون: سنجگان - بد پیله: سمج (وارد فارسی عامیانه و معیار شده) - جیمبیک (Jimbic): نیشگون - گلیدن (با تشدید بر روی ل) (gellidan): افتادن دون دیزه: گوشت کوبیده بیاقبت : زیرک سیاه تووه: سیاه گون آلچه : آلوچه آلچه سگک: آلوچه ترش سوخولمه: با مشت یا آرنج دست به صورت آرام به کسی زدن نوکو و نیشه ( به تشدید کاف): زخم زبان |  |

### تعزیه
هنر تعزیه خوانی در روستای سنجگان رواج دارد. جمعی از تعزیه خوانان بومی ده روز اول ماه محرم در حسینیه روستا مراسم تعزیه خوانی برگزار می‌کنند که با استقبال بومیان و حتی غیربومی‌ها مواجه شده‌است.
پردهٔ موسوم به «ظهر عاشورا» که توسط محمود فرشچیان تصویرگری شده به حسینیهٔ این روستا اهدا شده‌است.

### حمام تاریخی
حمام تاریخی روستای سنجگان در دوره قاجاریه توسط هنرمند معروف عصر ناصری "حسین قمی" معروف به "معمارباشی" طراحی و اجرا شد.
طوایف روستا
معروف ترین طوایف سنجگان عبارتند از : 
قنبری  . کبیری . جعفری ‌. ملاسلمانی . اسدی 
شیخ علی محمدی . اسماعیلی . اسکندری . سلطانی . آقا کریمی .
عباس گرجی . گل محمدی 

## طرح هادی و گازرسانی
از اقدامات اساسی جهت پیشرفت و توسعهٔ روستا طرح هادی و سنگ فرش نمودن خیابان اصلی بود که طی چندین ماه به پایان رسید و نمای جدیدی را به روستا بخشید. این کار هم‌زمان با طرح گازکشی به روستا انجام شد.

## نگارخانه

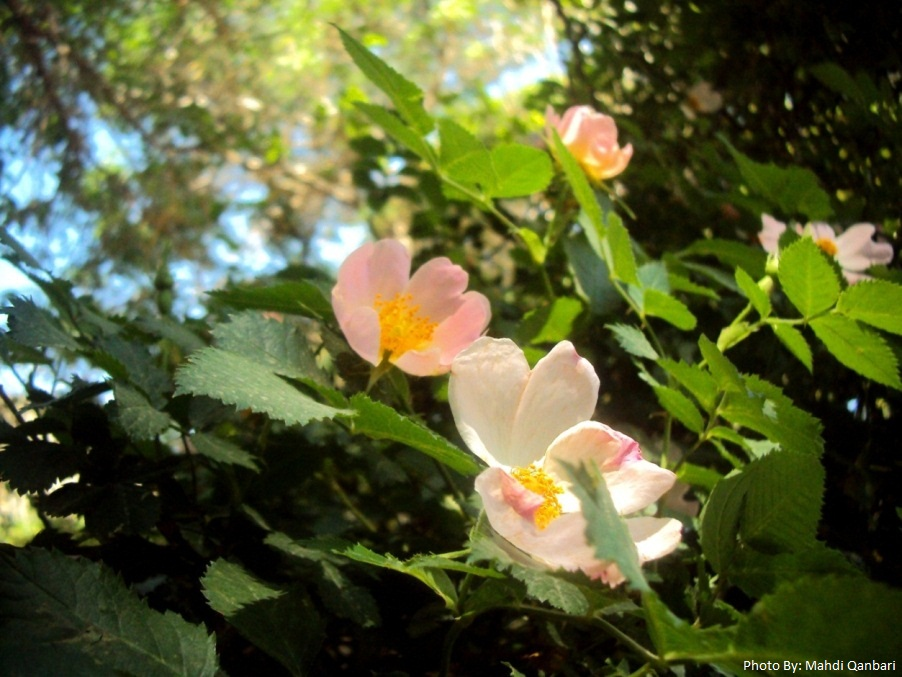
طبیعت روستای سنجگان.
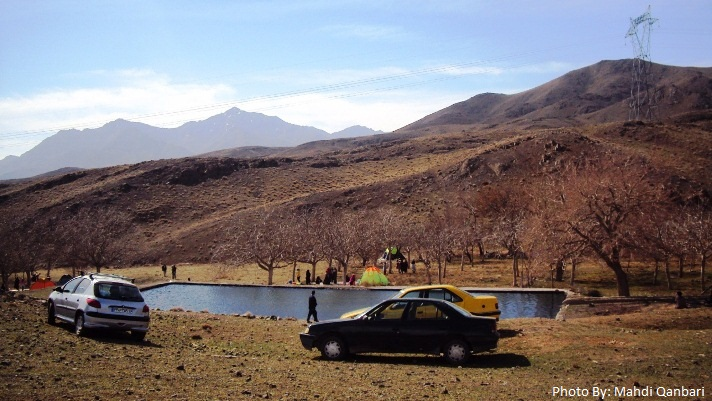
طبیعت روستای سنجگان، پروند.
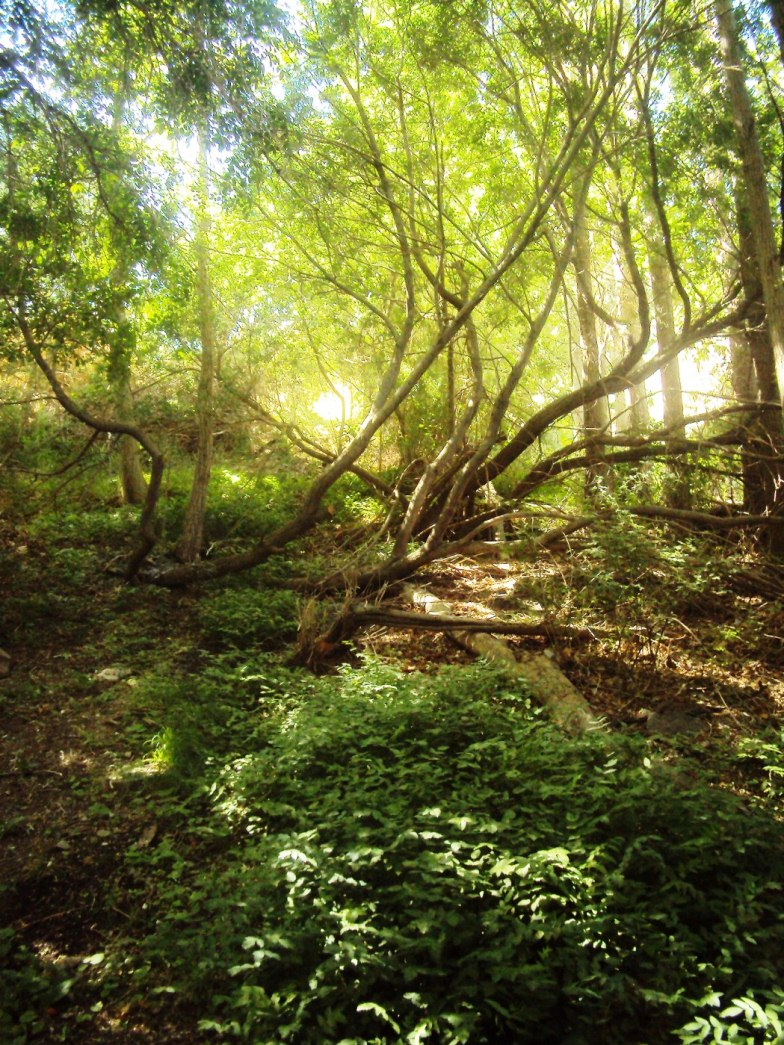
طبیعت روستای سنجگان، مودره.
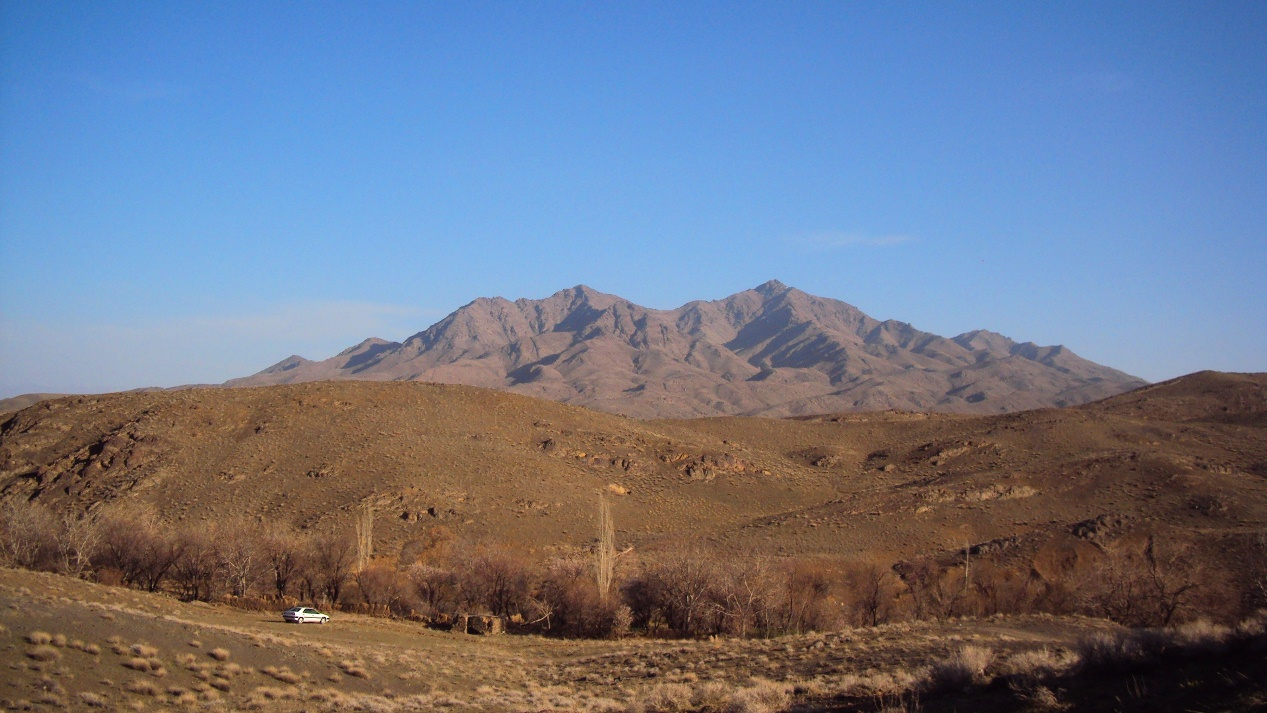
کوه مودره.
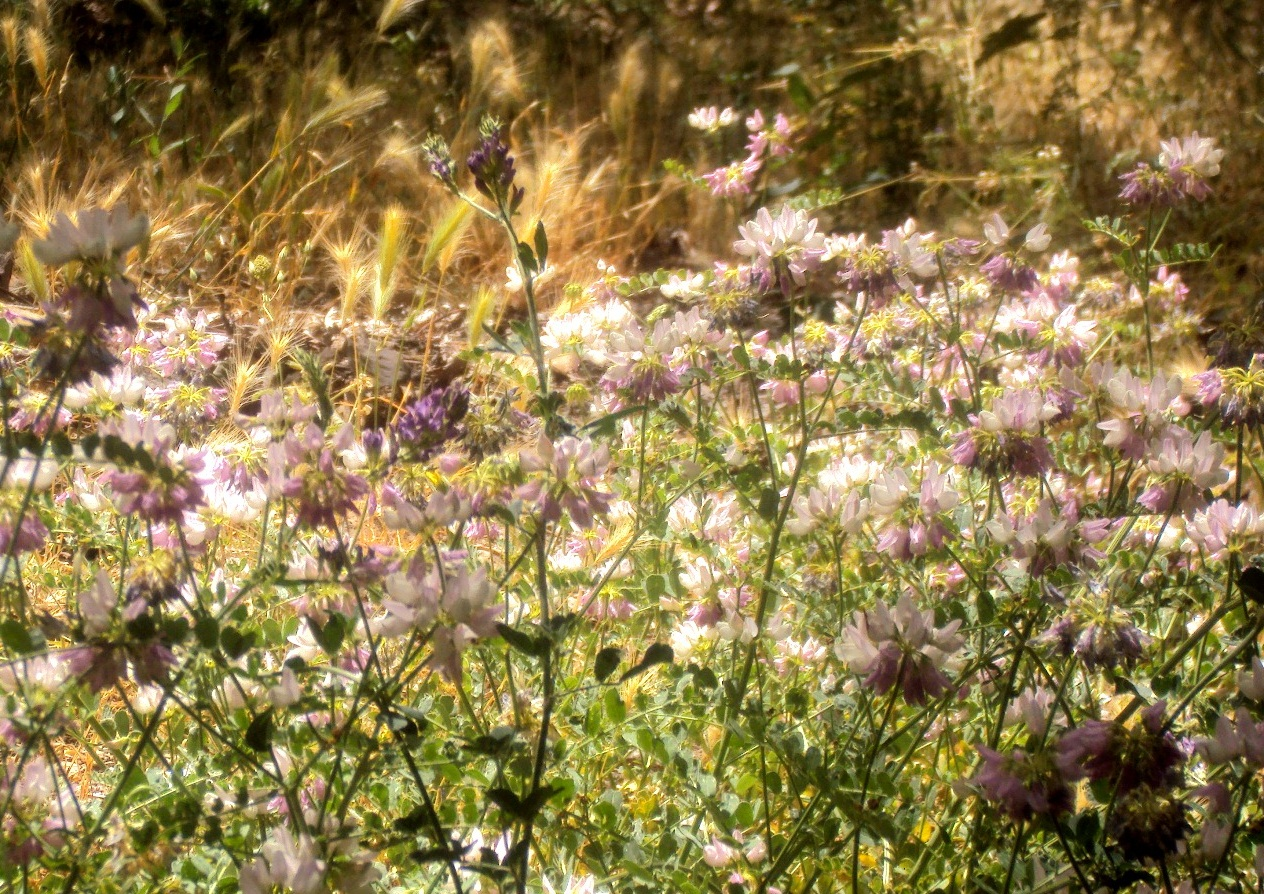
طبیعت سنجگان در فصل تابستان.
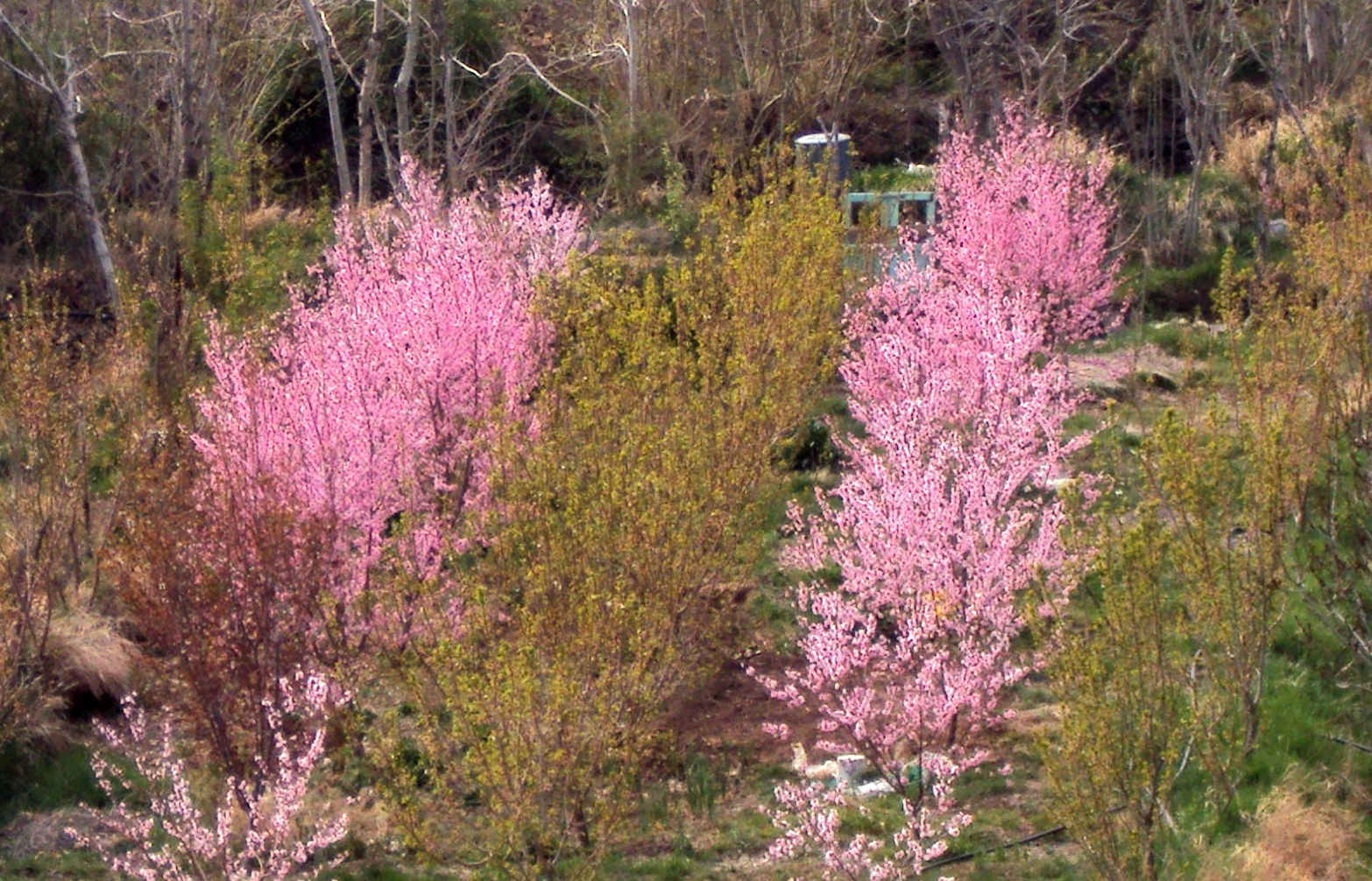
طبیعت روستای سنجگان در فصل بهار، مزرعه ایرجیک.
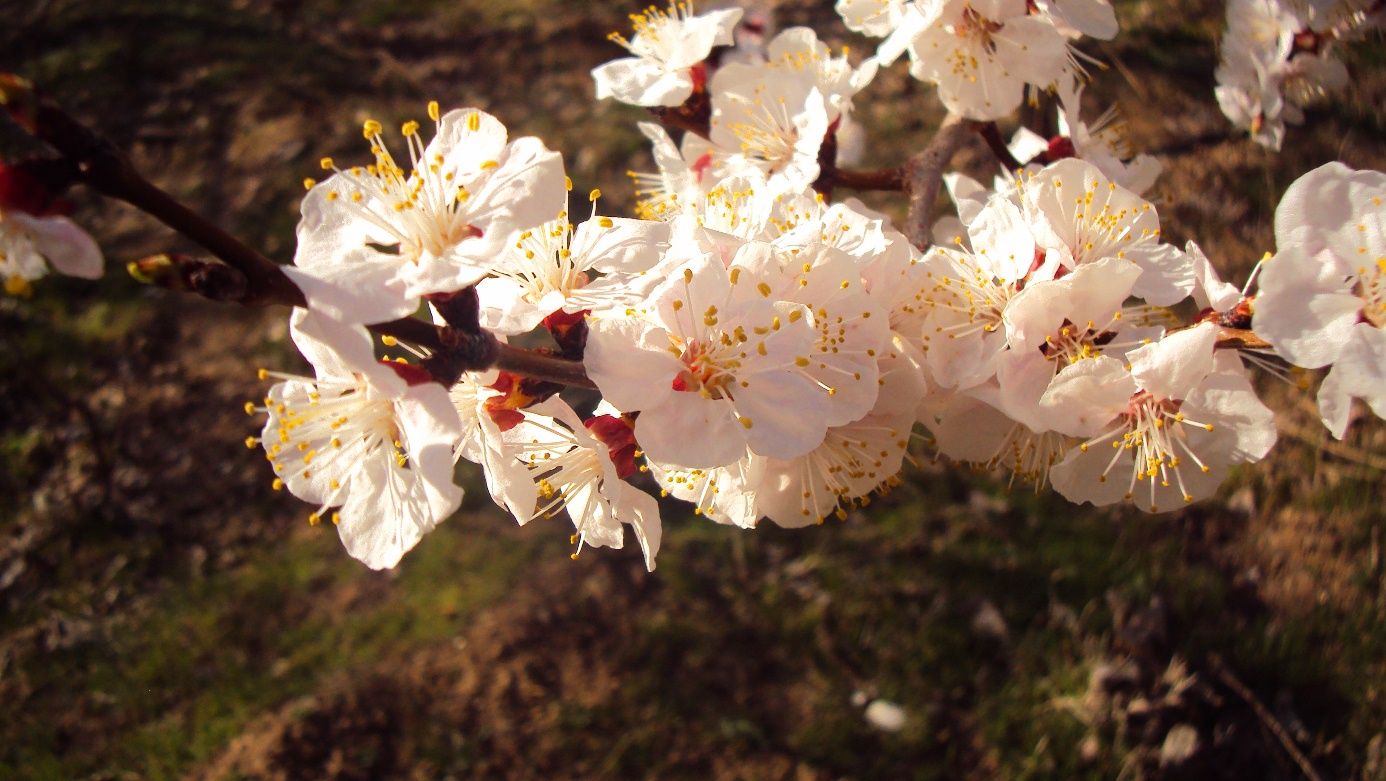
مزرعه پروند.
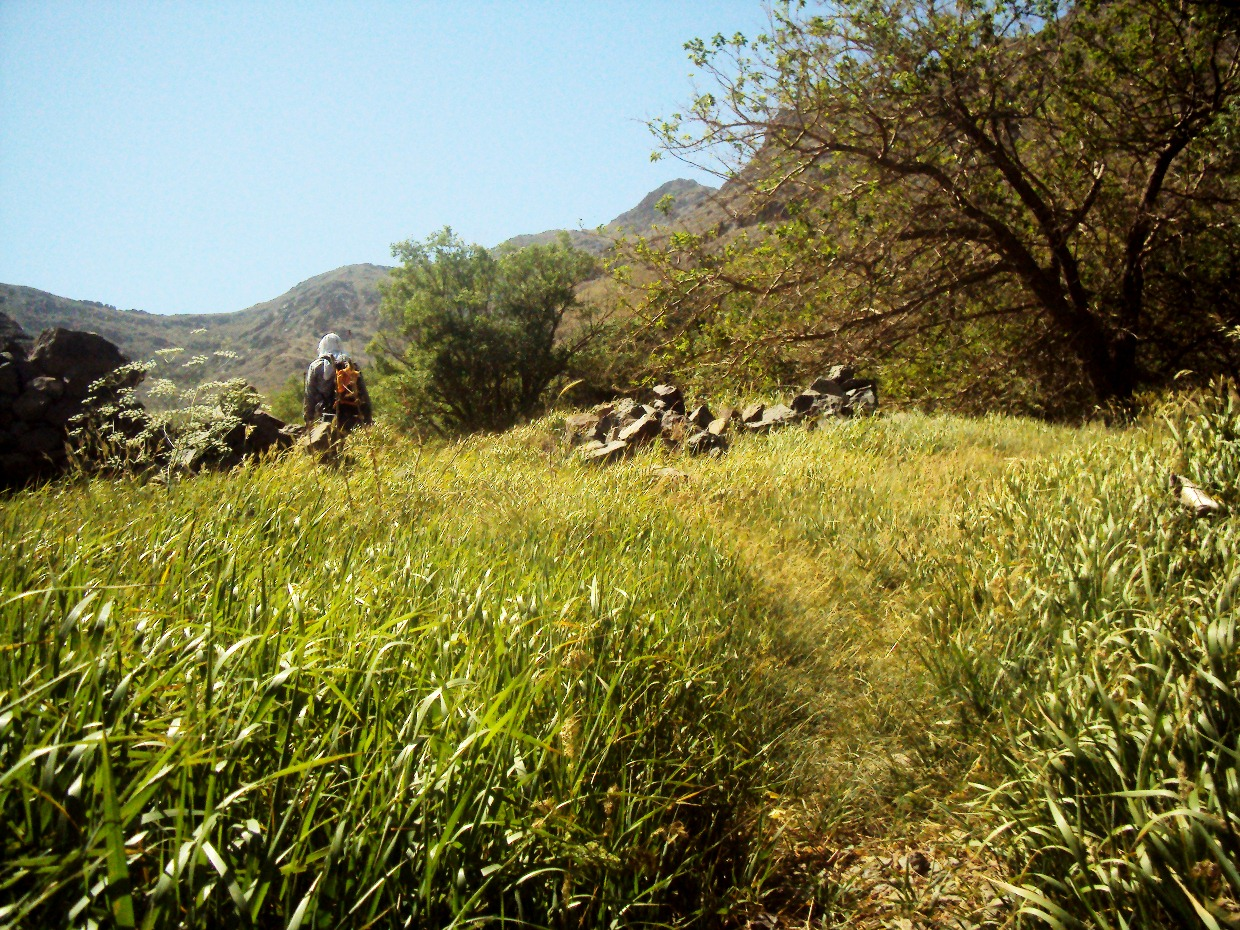
مزرعه مودره.
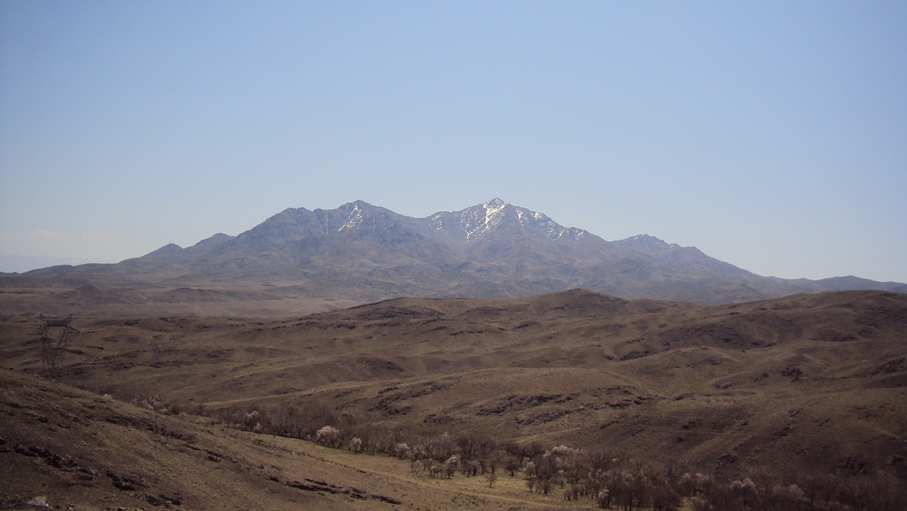
کوه مودره (سنجگان) با ارتفاع ۲۷۷۷ متر در جنوب روستا قرار دارد.
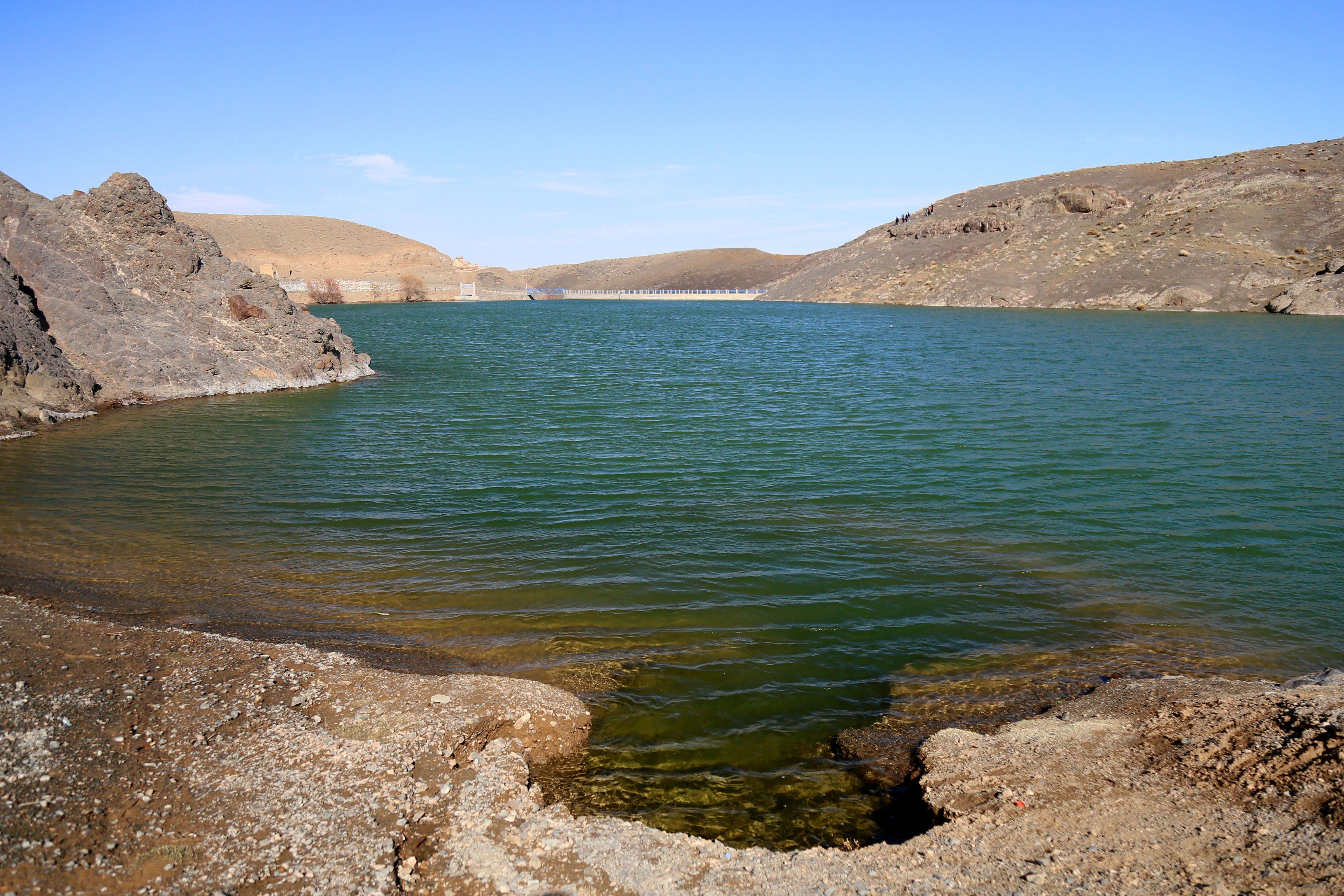
دریاچه سد سنجگان - فروردین ۱۴۰۳
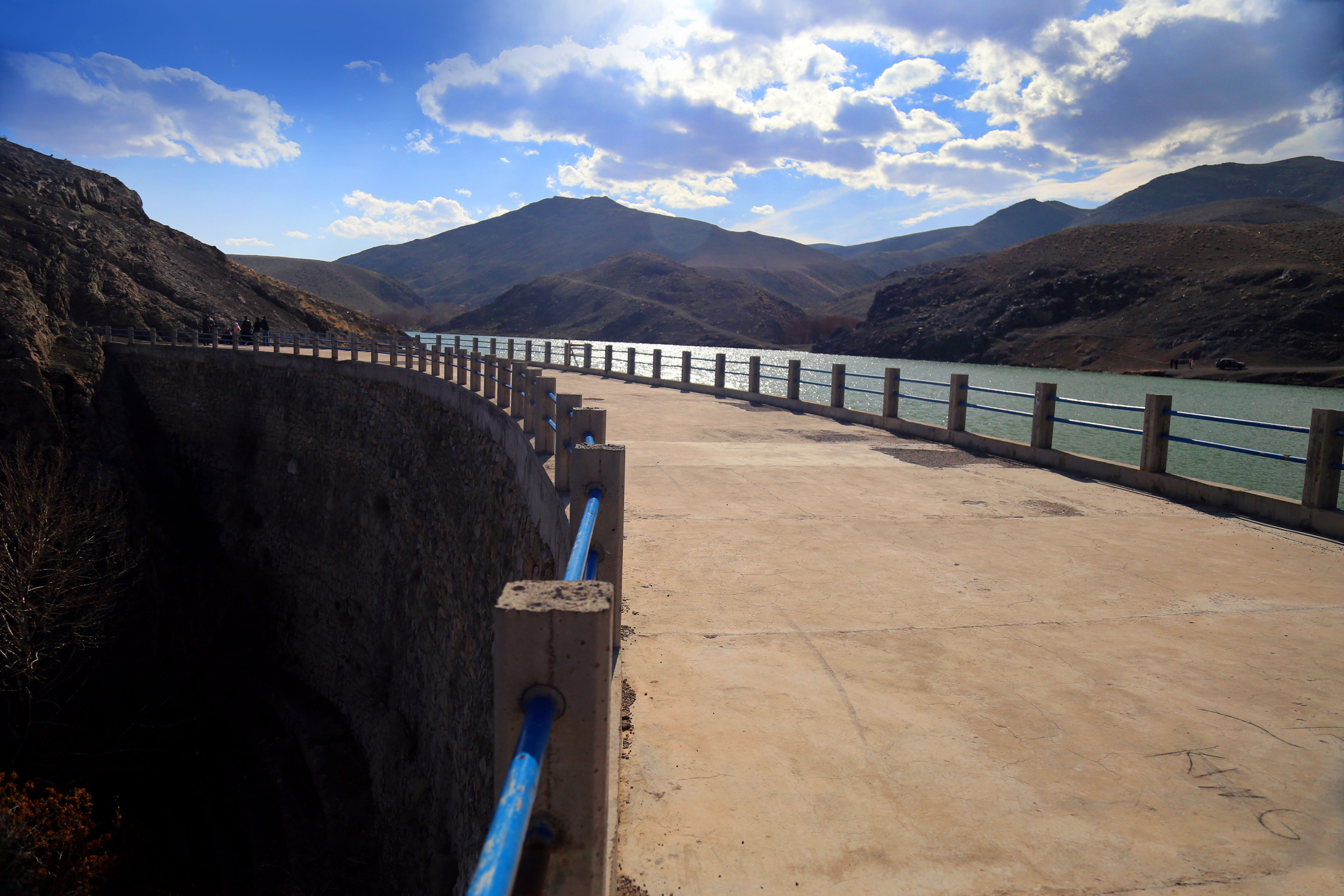
سد سنجگان - فروردین ۱۴۰۳
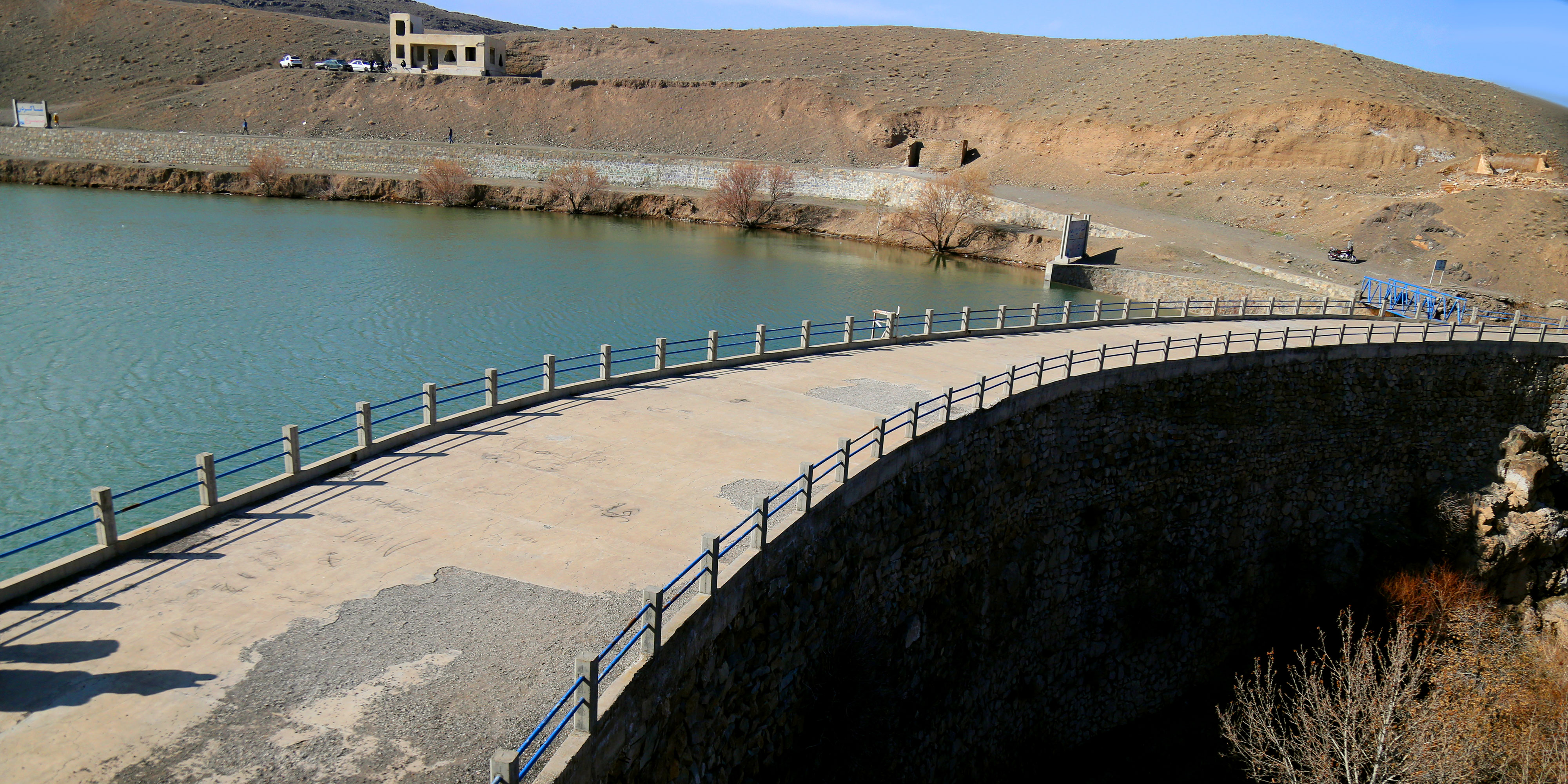
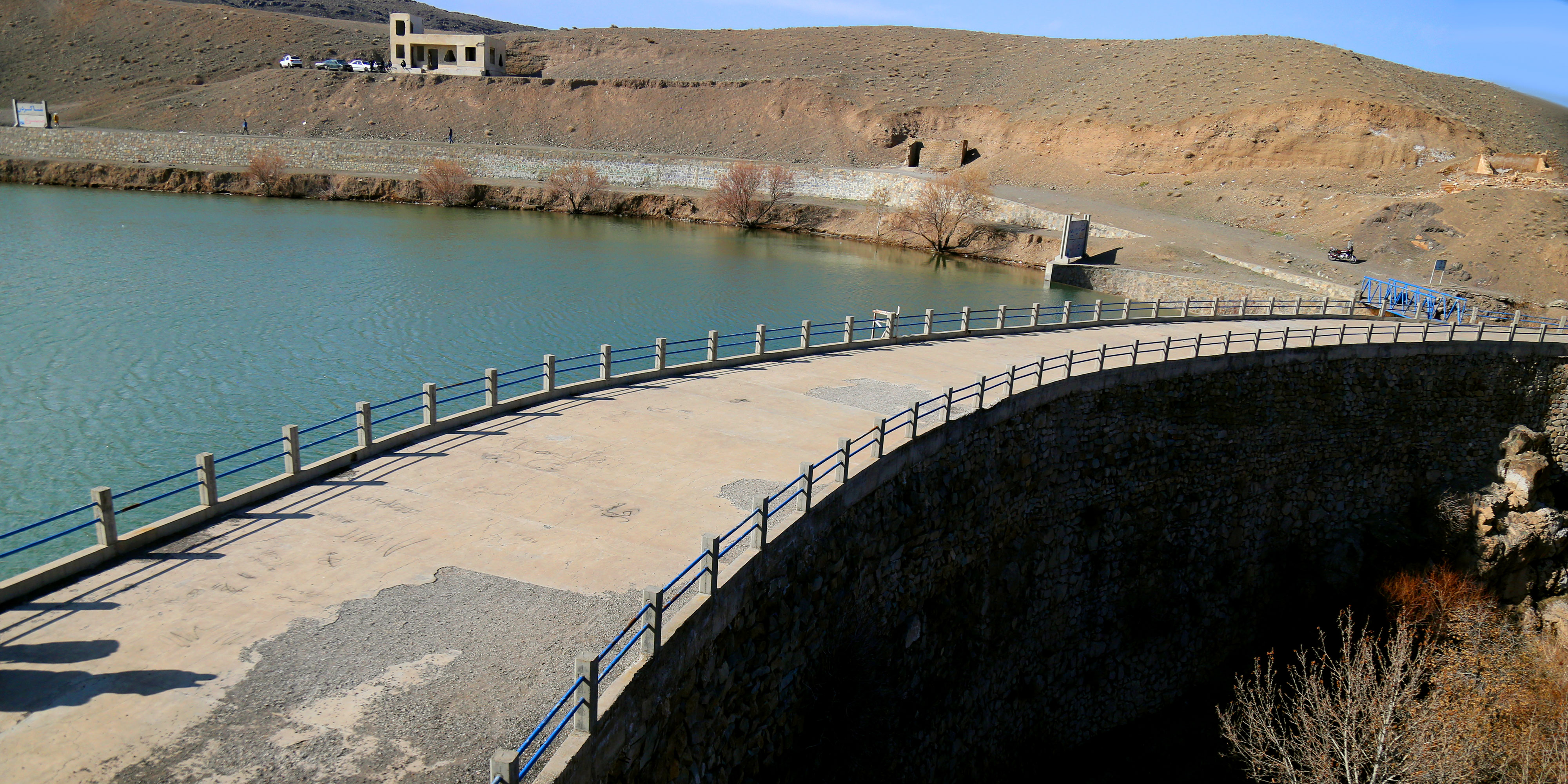
سد سنجگان - فروردین ۱۴۰۳